# 葫蘆墩戰役
葫蘆墩戰役，戴潮春事件系列戰役之一，發生臺灣清領時期同治元年（1862年）農曆閏八月十四至廿八日，民軍首領羅冠英雖率勇攻克彰化縣葫蘆墩（今臺中市豐原區），但另名首領廖世元進攻員寶庄過程中卻被反抗軍首領林日成擊潰，廖世元戰死，官民軍、反抗軍各有勝場。

## 背景
同治元年（1862年）三月間，戴潮春等天地會眾在彰化縣大墩一帶倡亂，導致原淡水廳同知秋曰覲命喪大墩烏日庄之役，彰化縣城亦陷落於天地會；嗣後位於淡水廳的大甲城響應戴潮春，擁城自立，消息傳回淡水廳城之後，竹塹鄉紳林占梅等幾經商議，擁戴張世英代理淡水同知一職，共同討剿天地會反抗軍，並於五月間克復大甲土城，暫緩淡水廳之危。
林占梅出任竹塹總辦團練，資助官兵征討天地會反抗軍，並於五月間協助張世英收復大甲城。同治元年（1862年）秋七月，淡水同知由鄭元接任，張世英卸職後，東勢角首領羅冠英建議林占梅，讓張世英率勇進駐翁仔社（今豐原區翁子里、翁明里、翁社里:112）屯兵。東勢角、翁仔社位於水道上游，居內山南北要害，北上進據大甲城、南則顧盼彰化縣城，亦可截斷東南水道，延續討伐天地會反抗軍的任務。
張世英在同治元年（1862年）七月間與東勢角羅冠英、翁仔社廖廷鳳、廖世元與林傳生等締結同盟，東勢角、翁仔社民練約有千餘人，多為廣東籍民勇（客家人），部眾不僅地理、鎗術嫻熟，且過往有與內山原住民交戰的經驗，林占梅遂以厚金聘之，協助張世英屯駐翁仔社共計三年。

## 戰事
同治元年（1862年）閏八月間，快官庄頭人張俊標響應官軍號召，豎立白旗，正式與天地會（紅軍）決裂，天地會戴潮春的盟友林日成自彰化縣城發兵，攻打快官庄，因燕霧二十四庄屢屢率勇馳援，林日成久攻快官不下，後只得退兵。
閏八月十四日，羅冠英趁隙攻破腳寮、閏八月廿二日，自天地會中攻克葫蘆墩；而翁仔社廖世元則進攻圓寶庄（員寶庄），乘勢同時發兵圳寮庄（今豐原區圳寮里、豐圳里）。閏八月廿八日，林日成調派大軍自彰化北上，在圳寮夜襲廖世元部眾，廖世元部眾被火藥擲擊，兵勇數量亦不及對方，只得棄守員寶庄，廖世元拚死突圍，但也身中十餘創，後雖被張世英所救，護送至翁仔社，仍因傷重而歿，後在張世英主持之下，厚葬廖世元。
根據台灣學者柯志明《熟番與奸民》一書，曾經提到翁仔社與岸裡社地區的客家集團也出現意見分歧，內部對於支持朝廷（白軍）或天地會（紅軍）對立嚴重，甚至有兵戎相見的紀錄，便反應在此役之中，羅冠英原本勢如破竹，大有直取戴潮春老巢四張犁的態勢，卻遇到岸裡地區（今神岡區）的客民反擊，羅冠英只得退回葫蘆墩地區。:849

## 後續
- 廖世元原為翁仔社民練首領，身歿之後，其兵力歸附張世英，張世英另外任命廖世元兄弟廖江峰、廖樹[c]，續掌民團首領。[2][3][8]
- 羅冠英、廖廷鳳撤守葫蘆墩地區之後，趁同治元年（1862年）十二月初，南埔十八庄與天地會戴潮春聯合發起第二次大甲土城戰役，戴潮春自斗六門北上返回四張犁，與陳梓生會合並集結兵力，揮兵前往大甲支援路途，被羅冠英與廖廷鳳出兵突襲，雙方戰事互有拉扯，直到翌年二月間的四張犁戰役結束，羅冠英與廖廷鳳才總算取下四張犁。[10]